# شهرستان مناخه

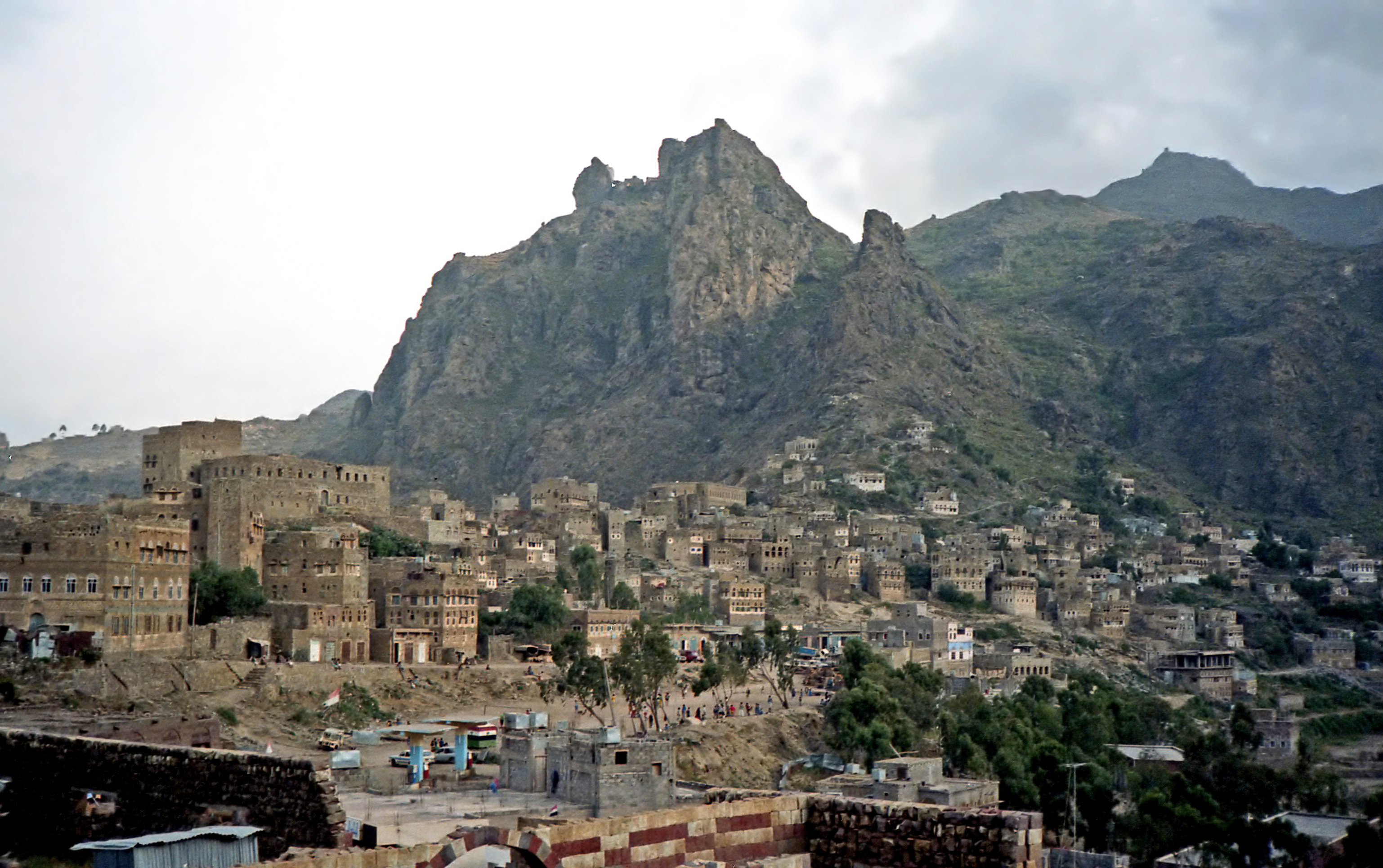
شهرستان مناخه در شبه جزیره عربستان

ناحیهٔ مناخه  به عربی ( ناحیة مناخة ) یکی از شهرستانهای استان صَنعاء در کشور یمن در شبه جزیره عربستان.
این ناحیه در قلهٔ کوه (جبل حراز) واقع شده‌است، وارتفاعش از سطح دریا ۲۳۲۲ متر می‌باشد.
شهر مناخه مرکز ناحیه مناخه در استان صنعا است.